# Kelvin Leerdam
Kelvin Leerdam (Paramaribo, 24 giugno 1990) è un calciatore olandese naturalizzato surinamese, difensore dell'Heracles Almelo e della nazionale surinamese.

## Carriera

### Club
Cresce nel settore giovanile del Feyenoord, con cui disputa cinque stagioni totalizzando 97 presenze totali. Nel 2013 si trasferisce al Vitesse e vi disputa quattro stagioni, imponendosi sempre come titolare; l'ultimo anno contribuisce con 5 presenze e una rete alla vittoria della Coppa d'Olanda e alla conseguente qualificazione ai preliminari di Europa League. Nell'estate 2017 si trasferisce in Usa per vestire la casacca dei Seattle Sounders, coi quali raggiunge subito la finale Mls, persa contro Toronto. Il 6 gennaio 2022 viene acquistato dai LA Galaxy.
Il 19 Marzo 2023 mette a segno la sua prima rete con la maglia dei LA Galaxy nella partita di campionato pareggiata 1-1 contro il Vancouver Whitecaps.

### Nazionale
Ha partecipato alla CONCACAF Gold Cup 2021.

## Statistiche

### Cronologia presenze e reti in nazionale
| Cronologia completa delle presenze e delle reti in nazionale ― Suriname | Cronologia completa delle presenze e delle reti in nazionale ― Suriname | Cronologia completa delle presenze e delle reti in nazionale ― Suriname | Cronologia completa delle presenze e delle reti in nazionale ― Suriname | Cronologia completa delle presenze e delle reti in nazionale ― Suriname | Cronologia completa delle presenze e delle reti in nazionale ― Suriname | Cronologia completa delle presenze e delle reti in nazionale ― Suriname | Cronologia completa delle presenze e delle reti in nazionale ― Suriname |
| Data                                                                    | Città                                                                   | In casa                                                                 | Risultato                                                               | Ospiti                                                                  | Competizione                                                            | Reti                                                                    | Note                                                                    |
| ----------------------------------------------------------------------- | ----------------------------------------------------------------------- | ----------------------------------------------------------------------- | ----------------------------------------------------------------------- | ----------------------------------------------------------------------- | ----------------------------------------------------------------------- | ----------------------------------------------------------------------- | ----------------------------------------------------------------------- |
| 24-3-2021                                                               | Paramaribo                                                              | Suriname                                                                | 3 – 0                                                                   | Isole Cayman                                                            | Qual. Mondiali 2022                                                     | -                                                                       |                                                                         |
| 28-3-2021                                                               | Bradenton                                                               | Aruba                                                                   | 0 – 6                                                                   | Suriname                                                                | Qual. Mondiali 2022                                                     | -                                                                       |                                                                         |
| 5-6-2021                                                                | Paramaribo                                                              | Suriname                                                                | 6 – 0                                                                   | Bermuda                                                                 | Qual. Mondiali 2022                                                     | -                                                                       |                                                                         |
| 9-6-2021                                                                | Bridgeview                                                              | Canada                                                                  | 4 – 0                                                                   | Suriname                                                                | Qual. Mondiali 2022                                                     | -                                                                       | 63’                                                                     |
| 13-7-2021                                                               | Orlando                                                                 | Giamaica                                                                | 2 – 0                                                                   | Suriname                                                                | Gold Cup 2021 - 1º turno                                                | -                                                                       | 88’                                                                     |
| 17-7-2021                                                               | Orlando                                                                 | Suriname                                                                | 1 – 2                                                                   | Costa Rica                                                              | Gold Cup 2021 - 1º turno                                                | -                                                                       |                                                                         |
| 21-7-2021                                                               | Houston                                                                 | Suriname                                                                | 2 – 1                                                                   | Guadalupa                                                               | Gold Cup 2021 - 1º turno                                                | -                                                                       | Cap.                                                                    |
| 27-3-2022                                                               | Thanyaburi                                                              | Thailandia                                                              | 1 – 0                                                                   | Suriname                                                                | Amichevole                                                              | -                                                                       |                                                                         |
| 5-6-2022                                                                | Paramaribo                                                              | Suriname                                                                | 1 – 1                                                                   | Giamaica                                                                | CONCACAF Nations League 2022-2023 - 1º turno                            | -                                                                       | Cap.                                                                    |
| 8-6-2022                                                                | Kingston                                                                | Giamaica                                                                | 3 – 1                                                                   | Suriname                                                                | CONCACAF Nations League 2022-2023 - 1º turno                            | -                                                                       |                                                                         |
| 12-6-2022                                                               | Torreón                                                                 | Messico                                                                 | 3 – 0                                                                   | Suriname                                                                | CONCACAF Nations League 2022-2023 - 1º turno                            | -                                                                       |                                                                         |
| 22-9-2022                                                               | Almere                                                                  | Suriname                                                                | 2 – 1                                                                   | Nicaragua                                                               | Amichevole                                                              | -                                                                       | 62’                                                                     |
| 24-3-2023                                                               | Paramaribo                                                              | Suriname                                                                | 0 – 2                                                                   | Messico                                                                 | CONCACAF Nations League 2022-2023 - 1º turno                            | -                                                                       | 90’                                                                     |
| 18-6-2023                                                               | Fort Lauderdale                                                         | Suriname                                                                | 0 – 0 (3 - 4 dtr)                                                       | Porto Rico                                                              | Qual. Gold Cup 2023                                                     | -                                                                       | 58’                                                                     |
| 9-9-2023                                                                | Saint George's                                                          | Grenada                                                                 | 1 – 1                                                                   | Suriname                                                                | CONCACAF Nations League 2023-2024 - Fase a gironi                       | -                                                                       | 89’ 90’                                                                 |
| 12-9-2023                                                               | L'Avana                                                                 | Cuba                                                                    | 1 – 0                                                                   | Suriname                                                                | CONCACAF Nations League 2023-2024 - 1º Turno                            | -                                                                       | 84’                                                                     |
| 12-10-2023                                                              | Paramaribo                                                              | Suriname                                                                | 1 – 1                                                                   | Haiti                                                                   | CONCACAF Nations League 2023-2024 - 1º turno                            | -                                                                       | 63’                                                                     |
| 15-10-2023                                                              | Paramaribo                                                              | Suriname                                                                | 4 – 0                                                                   | Grenada                                                                 | CONCACAF Nations League 2023-2024 - 1º turno                            | -                                                                       | 71’                                                                     |
| Totale                                                                  |                                                                         | Presenze                                                                | 18                                                                      |                                                                         | Reti                                                                    | 0                                                                       |                                                                         |

## Palmarès

### Club

#### Competizioni nazionali
- Coppa dei Paesi Bassi: 1

Vitesse: 2016-2017
- Campionato MLS: 1

Seattle Sounders: 2019